# Peter Safar
Pour les articles homonymes, voir Safar.
Peter Safar (Vienne, Autriche, 12 avril 1924 - Mount Lebanon en Pennsylvanie, États-Unis, 2 août 2003) est un médecin autrichien, professeur d'anesthésie-réanimation à l'université de Pittsburgh, père de la réanimation cardio-pulmonaire (RCP).

## Biographie
Peter Safar est diplômé de médecine de l'université de Vienne en 1948. Il épouse Eva Kyzivat, et déménage de Vienne à Yale (États-Unis) en 1950 pour suivre une formation à l'anesthésie. Il travaille à Lima (Pérou, 1952), puis à Baltimore (États-Unis, 1954).
En 1966, il est profondément marqué par la mort de sa fille, Elisabeth, à l'âge de 11 ans d'une crise d'asthme aiguë.
Il est trois fois candidat pour le prix Nobel de physiologie ou médecine. C'est aussi un militant pacifiste, membre du Physicians for Social Responsibility, de l’International Physicians for the Prevention of Nuclear War et du groupement local du World Federalist Association.

## Travaux
Il commence ses travaux sur la réanimation cardiopulmonaire (RCP) en 1956 ; il travaille avec les sapeurs-pompiers pour concevoir les premières ambulances d'urgence, et écrit le livre ABC of resuscitation en 1957. Il fonde la première unité de soins intensifs des États-Unis en 1958. Il arrive à l'université de Pittsburg où il fonde le plus grand département d'anesthésie des États-Unis.
En 1967, l'année suivant le décès de sa fille, il est le cofondateur du Freedom House Enterprise Ambulance Service, premier service d'urgence paramédicale.
En 1976, il participe à la création du World Association for Disaster and Emergency Medicine. Il prend sa retraite d'enseignant en anesthésiologie de l’International Resuscitation Research Center (IRRC, rebaptisé depuis Safar Center for Resuscitation Research) en 1979. De 1985 à 1987, il est rédacteur en chef du journal Emergency and disaster medicine (maintenant Prehospital and disaster medicine), journal officiel de la World Association for Disaster and Emergency Medicine. Il arrête de pratiquer en 1989, à l'âge de 65 ans.
Il collabore également avec l'entreprise norvégienne Laerdal pour le développement du mannequin d'entraînement à la RCP, Resusci Anne.